# Муцун (язык)
Муцун (Mutsun, San Juan Bautista, San Juan Bautista Costanoan) - мёртвый язык, один из 8 языков семьи олони, на котором раньше говорил народ олони, проживавший на территории миссии «Сан-Хуан-Баутиста» штата Северная Калифорния в США. Ассенсьон Солорсано, умерший в 1930 году, оставил множество языковых и культурных данных о муцун. Испанец, отец Фелипе Арройо-де-ла-Куэта, написал грамматику языка, а лингвист Джон Пибоди Харрингтон собрал обширные данные о языке от Солорсано.